# Кадыров, Владимир Ганиятулович
Владимир Ганиятулович (Гиниятулович) Кадыров (18 декабря 1946, Юдино, Татарская АССР, РСФСР, СССР) — советский футболист, полузащитник.

## Биография
Владимир Кадыров родился 18 декабря 1946 года в татарстанском посёлке Юдино (сейчас район Казани).
Занимался футболом в юношеской команде юдинского «Локомотива».
Играл на позиции полузащитника. Во взрослом футболе дебютировал в 1964 году, когда пополнил состав игравшего в классе «Б» зеленодольского «Прогресса». В первом сезоне провёл только 9 матчей, но в 1965 году стал футболистом основного состава — сыграл 36 матчей и забил 7 мячей в первенстве и Кубке СССР.
В 1966 году перешёл в куйбышевские «Крылья Советов», которые выступали в высшем эшелоне советского футбола — первой группе класса «А». Совмещал игры за главную команду и дубль, проведя в них за два сезона соответственно 22 и 16 матчей.
В 1967 году перебрался в московский ЦСКА, но ни разу не сыграл за главную команду, записав на свой счёт только 2 мяча в составе дубля. В сезоне-68 вернулся в «Крылья Советов», забил первый и единственный в карьере гол в чемпионате СССР: 23 сентября в Москве он отличился в матче с «Динамо» (1:5).
В 1970—1974 годах выступал в первой и второй лигах за казанский «Рубин», где стал игроком основной обоймы. За пять сезонов провёл 160 матчей, забил 34 мяча. Самым результативным в карьере Кадырова оказался сезон-73, когда он отличился 15 раз.
В 1975 году завершил игровую карьеру, выступая во второй лиге за горьковскую «Волгу».